# Xylocopa iris
Xylocopa iris, auch Kleine Holzbiene genannt, ist eine Biene aus der Gattung der Holzbienen (Xylocopa) innerhalb der Familie der Apidae. 

## Merkmale
Die Bienen erreichen eine Körperlänge von 14 bis 16 Millimetern und haben einen schwarz gefärbten Körper. Der Hinterleib schillert meistens bläulich. Wegen ihrer geringeren Größe und der blauen Färbung des Hinterleibs kann man die Art gut von den anderen in Mitteleuropa vorkommenden Holzbienenarten unterscheiden.

## Vorkommen
Die Art ist im Mittelmeerraum und östlich bis Zentralasien verbreitet. In Mitteleuropa sind die Tiere selten und in Österreich kommt die Art nur in Niederösterreich vor während sie in der Schweiz im Wallis und Tessin vorkommt. In der Schweiz ist sie stark gefährdet.

## Lebensweise
Anders als die meisten übrigen Holzbienen legen die Weibchen von Xylocopa iris ihre Nester in den abgestorbenen Stängeln von Königskerzen, Doldenblütlern und Korbblütlern an. In etwa 10 bis 20 Zentimetern Höhe wird das Eingangsloch in etwa 15 bis 20 Millimeter starke Stängel genagt. Danach wird das Innere ausgehöhlt und der Stängel auf etwa 20 bis 40 Zentimeter Länge gekürzt. Dies dient vermutlich der Windstabilität der Niststätte. Die durch das Kürzen entstandene obere Öffnung wird dick mit einem Markpfropfen verschlossen. Die einzelnen Brutzellen werden schließlich zwischen dem oberen Pfropfen und dem Eingangsloch angelegt. 